# Синглова дискографія Шер
Американська артистка Шер випустила вісімдесят один офіційний сингл, дев'ятнадцять рекламних синглів і з'явилася ще в двадцяти трьох піснях. У Billboard Hot 100 вона мала такі здобутки: 4 сингли посіли №1, 12 синглів потрапили у топ-10, 22 сингли потрапили у топ-40, загалом, 33 її сингли потрапили у чарт як сольної виконавиці, а в поєднанні з записами, які вона мала в складі дуету Сонні і Шер, де: 5 синглів посіли №1, 17 синглів потрапили у топ-10 — це 32 хіта, які потрапили у топ-40 і загалом 51 сингл, які потрапили у чарт Billboard Hot 100.
Шер займає п'яте місце серед артистів за кількістю синглів, що потрапили в чарт Billboard US Hot 100. Вона входила в десятку артистів, що потрапляли у Hot 100 не рідше одного разу протягом чотирьох десятиліть — 1960-х, 1970-х, 1980-х і 1990-х років — що ставить її на друге місце у цій категорії, станом на травень 2014 року, разом з гуртом «Aerosmith», Барброю Стрейзанд, Мадонна і Вітні Г'юстон, перебуваючи позаду Майкла Джексона. Твори Шер входять до 10 найкращих записів, рейтингу чарту Hot 100, її перебування у чарті нараховує, загалом, 33 роки, один місяць і три тижні (не рахуючи хітів Сонні і Шер «I Got You Babe» і «Baby Do not Go»), з пісня «Bang Bang» 1966 року — до пісні «Believe» 1999 року, що ставить її на третє місце в цій категорії, станом на травень 2014 року, вона поступається тільки Джексону і Карлосу Сантані.
Кар'єра Шер, як артистки, що записується, налічує сім десятиліть, вона є єдиною виконавицею, чий сингл посідає перше місце в чарті Billboard, протягом кожного з останніх шести десятиліть. Цей досягнення було встановлене, коли пісня «You Have not Seen the Last of Me» посіла перше місце в чарті Hot Dance Music/Club Play 9 січня 2011 року.
У Великій Британії вона єдина артистка, що потрапляла у топ-40 хітів протягом шести десятиліть поспіль. Загалом, у неї було 34 потрапляння у топ-40, починаючи з пісні «All I Really Want to Do» у 1965 році і завершуючи «I Hope You Find It» у 2013 році.
Іспанська версія «Chiquitita» Шер стала її першою піснею, яка потрапила у чарт US Latin Chart. Вона посіла 6 місце в чарті US Latin Digital Song Sales (Billboard) і 2 місце у чарті US Latin Pop Digital Song Sales (Billboard).

## Сингли

### 1960-ті
| Рік                                      | Сингл                                | Позиція у чарті | Позиція у чарті | Позиція у чарті | Позиція у чарті | Позиція у чарті | Позиція у чарті | Позиція у чарті | Позиція у чарті | Позиція у чарті | Сертифікації | Альбом                  |
| Рік                                      | Сингл                                | US              | AUS             | AUT             | CAN             | GER             | IRE             | NLD             | SWE             | UK              | Сертифікації | Альбом                  |
| ---------------------------------------- | ------------------------------------ | --------------- | --------------- | --------------- | --------------- | --------------- | --------------- | --------------- | --------------- | --------------- | ------------ | ----------------------- |
| 1965                                     | «All I Really Want to Do»            | 15              | 68              | —               | 11              | —               | —               | 15              | 13              | 9               |              | All I Really Want to Do |
| 1965                                     | «Where Do You Go»                    | 25              | 95              | —               | 5               | —               | —               | —               | —               | —               |              | The Sonny Side of Chér  |
| 1966                                     | «Bang Bang (My Baby Shot Me Down)»   | 2               | 11              | 6               | 4               | 17              | 3               | 16              | —               | 3               |              | The Sonny Side of Chér  |
| 1966                                     | «Alfie»                              | 32              | 96              | —               | 36              | —               | —               | —               | —               | —               |              | Chér                    |
| 1966                                     | «I Feel Something in the Air»        | —               | —               | —               | 89              | —               | —               | —               | —               | 43              |              | Chér                    |
| 1966                                     | «Sunny»                              | —               | —               | —               | —               | —               | —               | 1               | 3               | 32              |              | Chér                    |
| 1966                                     | «Behind the Door»                    | 97              | —               | —               | 74              | —               | —               | —               | —               | —               |              | With Love, Chér         |
| 1966                                     | «Mama (When My Dollies Have Babies)» | — [A]           | —               | —               | 45              | —               | —               | —               | —               | —               |              | With Love, Chér         |
| 1967                                     | «Hey Joe»                            | 94              | —               | —               | —               | —               | —               | —               | —               | —               |              | With Love, Chér         |
| 1967                                     | «You Better Sit Down Kids»           | 9               | 100             | —               | 12              | —               | —               | —               | —               | —               |              | With Love, Chér         |
| 1968                                     | «The Click Song Number One»          | —               | —               | —               | 56              | —               | —               | —               | —               | —               |              | Backstage               |
| 1968                                     | «Take Me for a Little While»         | —               | —               | —               | —               | —               | —               | —               | —               | —               |              | Backstage               |
| 1968                                     | «Yours Until Tomorrow»               | —               | —               | —               | —               | —               | —               | —               | —               | —               |              | Н/Д                     |
| 1969                                     | «For What It's Worth»                | — [B]           | —               | —               | 88              | —               | —               | —               | —               | —               |              | 3614 Jackson Highway    |
| 1969                                     | «Chastity's Song (Band of Thieves)»  | —               | —               | —               | —               | —               | —               | —               | —               | —               |              | Chastity                |
| «—» означає, що сингл не потрапив у чарт |                                      |                 |                 |                 |                 |                 |                 |                 |                 |                 |              |                         |

### 1970-ті
| 1971                                     | «Gypsys, Tramps & Thieves»                | 1     | 6  | — | 5  | — | 1  | 25 | 3 | 23 | — | 4  | - США: Золото | Gypsys, Tramps & Thieves  |
| 1972                                     | «The Way of Love»                         | 7     | 2  | — | 42 | — | 6  | —  | — | —  | — | —  |               | Gypsys, Tramps & Thieves  |
| 1972                                     | «Living in a House Divided»               | 22    | 2  | — | 61 | — | 17 | —  | — | —  | — | —  |               | Foxy Lady                 |
| 1972                                     | «Don't Hide Your Love»                    | 46    | 19 | — | —  | — | 44 | —  | — | —  | — | —  |               | Foxy Lady                 |
| 1973                                     | «Am I Blue?»                              | — [C] | —  | — | —  | — | —  | —  | — | —  | — | —  |               | Bittersweet White Light   |
| 1973                                     | «Half-Breed»                              | 1     | 3  | — | 4  | — | 1  | 29 | — | —  | 6 | —  | - США: Золото | Half-Breed                |
| 1974                                     | «Dark Lady»                               | 1     | 3  | — | 17 | — | 2  | —  | — | 15 | 4 | 36 | - США: Золото | Dark Lady                 |
| 1974                                     | «Train of Thought»                        | 27    | 9  | — | 84 | — | 18 | —  | — | —  | — | —  |               | Dark Lady                 |
| 1974                                     | «I Saw a Man and He Danced with His Wife» | 42    | 3  | — | —  | — | 31 | —  | — | —  | — | —  |               | Dark Lady                 |
| 1974                                     | «Rescue Me»                               | —     | —  | — | —  | — | 82 | —  | — | —  | — | —  |               | Dark Lady                 |
| 1975                                     | «Geronimo's Cadillac»                     | —     | —  | — | —  | — | —  | —  | — | —  | — | —  |               | Stars                     |
| 1976                                     | «Long Distance Love Affair»               | —     | —  | — | —  | — | —  | —  | — | —  | — | —  |               | I'd Rather Believe in You |
| 1977                                     | «Pirate»                                  | 93    | —  | — | —  | — | —  | —  | — | —  | — | —  |               | Cherished                 |
| 1977                                     | «War Paint and Soft Feathers»             | —     | —  | — | —  | — | —  | —  | — | —  | — | —  |               | Cherished                 |
| 1979                                     | «Take Me Home»                            | 8     | 19 | 2 | —  | — | 10 | —  | — | —  | — | —  | - США: Золото | Take Me Home              |
| 1979                                     | «Wasn't It Good»                          | 49    | —  | — | —  | — | 65 | —  | — | —  | — | —  |               | Take Me Home              |
| 1979                                     | «It's Too Late to Love Me Now»            | —     | —  | — | —  | — | —  | —  | — | —  | — | —  |               | Take Me Home              |
| 1979                                     | «Hell on Wheels»                          | 59    | —  | — | —  | — | —  | —  | — | —  | — | —  |               | Prisoner                  |
| «—» означає, що сингл не потрапив у чарт |                                           |       |    |   |    |   |    |    |   |    |   |    |               |                           |

### 1980-ті
| 1981                                     | «Dead Ringer for Love» (з Meat Loaf) | —  | —  | —  | 65 | —  | —  | —  | 2  | 32 | 16 | 5  | - Велика Британія: Срібло                                       | Dead Ringer    |
| 1982                                     | «I Paralyze»                         | —  | —  | —  | —  | —  | —  | —  | —  | —  | —  | —  |                                                                 | I Paralyze     |
| 1987                                     | «I Found Someone»                    | 10 | 33 | —  | 8  | —  | 12 | —  | 4  | 94 | —  | 5  |                                                                 | Cher           |
| 1988                                     | «We All Sleep Alone»                 | 14 | 11 | —  | 76 | —  | 27 | —  | —  | —  | —  | 47 |                                                                 | Cher           |
| 1988                                     | «Skin Deep»                          | 79 | —  | 41 | —  | —  | —  | —  | —  | —  | —  | —  |                                                                 | Cher           |
| 1989                                     | «After All» (з Пітером Сетерою)      | 6  | 1  | —  | 50 | —  | 5  | —  | 24 | —  | —  | 84 | - США: Золото                                                   | Heart of Stone |
| 1989                                     | «If I Could Turn Back Time»          | 3  | 1  | —  | 1  | 14 | 2  | 16 | 6  | 4  | 11 | 6  | - США: Золото - Австралія: 2× Платина - Велика Британія: Срібло | Heart of Stone |
| 1989                                     | «Just Like Jesse James»              | 8  | 9  | —  | 14 | —  | 8  | 38 | 10 | —  | —  | 11 | - Австралія: Золото                                             | Heart of Stone |
| «—» означає, що сингл не потрапив у чарт |                                      |    |    |    |    |    |    |    |    |    |    |    |                                                                 |                |

### 1990-ті
| 1990                                     | «Heart of Stone»                                                          | 20    | 30 | —  | 70  | —  | 26 | —  | 24 | —  | —  | 43 | | Heart of Stone                      |
| 1990                                     | «You Wouldn't Know Love»                                                  | —     | —  | —  | 153 | —  | —  | —  | 29 | —  | —  | 55 | | Heart of Stone                      |
| 1990                                     | «Baby I'm Yours»                                                          | —     | —  | —  | —   | —  | —  | —  | —  | —  | —  | 89 | | Mermaids                            |
| 1990                                     | «The Shoop Shoop Song (It's in His Kiss)»                                 | 33    | 7  | —  | 4   | 1  | 21 | 3  | 1  | 5  | 4  | 1  | - Австралія: Платина - Австрія: Золото - Німеччина: Золото - Велика Британія: Золото                                                                      | Mermaids                            |
| 1991                                     | «Love and Understanding»                                                  | 17    | 3  | —  | 23  | 6  | 11 | 20 | 7  | 9  | —  | 10 | | Love Hurts                          |
| 1991                                     | «Save Up All Your Tears»                                                  | 37    | 16 | —  | —   | 18 | 32 | 56 | 30 | —  | —  | 37 | | Love Hurts                          |
| 1991                                     | «Love Hurts»                                                              | —     | —  | —  | —   | —  | —  | —  | —  | —  | —  | 43 | | Love Hurts                          |
| 1992                                     | «Could've Been You»                                                       | —     | —  | —  | —   | —  | —  | 75 | —  | —  | —  | 31 | | Love Hurts                          |
| 1992                                     | «When Lovers Become Strangers»                                            | —     | 15 | —  | —   | —  | 37 | —  | —  | —  | —  | —  | | Love Hurts                          |
| 1992                                     | «Oh No Not My Baby»                                                       | —     | —  | —  | —   | 30 | —  | 52 | —  | —  | 19 | 33 | | Greatest Hits: 1965–1992            |
| 1992                                     | «Whenever You're Near»                                                    | —     | —  | —  | —   | —  | —  | —  | —  | —  | —  | 72 | | Greatest Hits: 1965–1992            |
| 1993                                     | «Many Rivers to Cross»                                                    | —     | —  | —  | —   | —  | —  | —  | —  | —  | —  | 37 | | Greatest Hits: 1965–1992            |
| 1993                                     | «I Got You Babe» (з Beavis and Butt-head)                                 | — [D] | —  | —  | 69  | —  | —  | —  | —  | 9  | —  | 35 | | The Beavis and Butt-head Experience |
| 1995                                     | «Love Can Build a Bridge» (з Кріссі Хайнд, Нене Черрі і Еріком Клептоном) | —     | —  | —  | —   | 18 | —  | 62 | 5  | 41 | 21 | 1  | - Велика Британія: Срібло | Н/Д                                 |
| 1995                                     | «Walking in Memphis»                                                      | —     | —  | —  | 65  | 17 | 60 | 63 | —  | 44 | —  | 11 | - Велика Британія: Срібло | It's a Man's World                  |
| 1996                                     | «One by One»                                                              | 52    | 9  | 7  | —   | —  | 22 | —  | 7  | —  | —  | 7  | | It's a Man's World                  |
| 1996                                     | «Not Enough Love in the World»                                            | —     | —  | —  | —   | —  | —  | —  | —  | —  | —  | 31 | | It's a Man's World                  |
| 1996                                     | «The Sun Ain't Gonna Shine Anymore»                                       | —     | —  | —  | —   | —  | —  | —  | —  | —  | —  | 26 | | It's a Man's World                  |
| 1996                                     | «Paradise Is Here»                                                        | —     | —  | 11 | —   | —  | —  | —  | —  | —  | —  | —  | | It's a Man's World                  |
| 1998                                     | «Believe»                                                                 | 1     | 3  | 1  | 1   | 2  | 1  | 1  | 1  | 1  | 1  | 1  | - США: Платина - Австралія: 3× Платина - Австрія: Платина - Німеччина: 5× Золото - Нідерланди: Платина - Швейцарія: Платина - Велика Британія: 3× Платина | Believe                             |
| 1999                                     | «Strong Enough»                                                           | 57    | 29 | 1  | 11  | 4  | 16 | 3  | 11 | 11 | 5  | 5  | - Австралія: Золото - Німеччина: Золото - Велика Британія: Срібло                                                                                         | Believe                             |
| 1999                                     | «All or Nothing»                                                          | —     | —  | 1  | 62  | 38 | —  | 44 | 26 | 61 | 30 | 12 | | Believe                             |
| 1999                                     | «Dov'è l'amore»                                                           | —     | —  | 5  | 49  | 38 | —  | 31 | —  | 53 | 18 | 21 | | Believe                             |
| «—» означає, що сингл не потрапив у чарт |                                                                           |       |    |    |     |    |    |    |    |    |    |    | |                                     |

### 2000-ті
| 2001                                     | «Più Che Puoi» (з Еросом Рамацотті)                     | —  | —  | —  | —  | —  | —  | 61 | —  | 43 | 17 | — |  | Stilelibero                                             |
| 2001                                     | «The Music's No Good Without You»                       | —  | —  | 19 | 23 | 24 | 5  | 27 | 25 | 21 | 22 | 8 |  | Living Proof                                            |
| 2002                                     | «Alive Again»                                           | —  | —  | —  | —  | —  | —  | 27 | —  | —  | 80 | — |  | Living Proof                                            |
| 2002                                     | «Song for the Lonely»                                   | 85 | 11 | 1  | —  | —  | 18 | —  | —  | —  | —  | — |  | Living Proof                                            |
| 2002                                     | «A Different Kind of Love Song»                         | —  | 30 | 1  | —  | —  | —  | —  | —  | —  | —  | — |  | Living Proof                                            |
| 2003                                     | «When the Money's Gone» / «Love One Another»            | —  | —  | 1  | —  | —  | —  | —  | —  | —  | —  | — |  | Living Proof                                            |
| 2003                                     | «Bewitched, Bothered and Bewildered» (з Родом Стюартом) | —  | 17 | —  | —  | —  | —  | —  | —  | —  | —  | — |  | As Time Goes By: The Great American Songbook, Volume II |
| «—» означає, що сингл не потрапив у чарт |                                                         |    |    |    |    |    |    |    |    |    |    |   |  |                                                         |

### 2010-ті
| 2010                                     | «You Haven't Seen the Last of Me»             | —     | —  | 1 | 91    | —  | — | —  | —  | — | —  | —     |                     | Burlesque                   |
| 2013                                     | «Woman's World»                               | — [E] | 28 | 1 | 77    | 60 | — | 66 | —  | — | 26 | —     | - Венесуела: Золото | Closer to the Truth         |
| 2013                                     | «I Hope You Find It»                          | —     | 17 | — | —     | 43 | — | 49 | 39 | — | 26 | 25    |                     | Closer to the Truth         |
| 2013                                     | «Take It Like a Man»                          | —     | —  | 2 | —     | —  | — | —  | —  | — | —  | —     |                     | Closer to the Truth         |
| 2014                                     | «I Walk Alone»                                | —     | —  | 2 | —     | —  | — | —  | —  | — | —  | —     |                     | Closer to the Truth         |
| 2018                                     | «Fernando» (з Енді Гарсія)                    | —     | 22 | — | —     | —  | — | —  | —  | — | —  | 92    |                     | Mamma Mia! Here We Go Again |
| 2018                                     | «Gimme! Gimme! Gimme! (A Man After Midnight)» | —     | —  | 4 | — [F] | —  | — | —  | —  | — | —  | — [G] |                     | Dancing Queen               |
| 2018                                     | «SOS»                                         | —     | —  | — | —     | —  | — | —  | —  | — | —  | — [H] |                     | Dancing Queen               |
| «—» означає, що сингл не потрапив у чарт |                                               |       |    |   |       |    |   |    |    |   |    |       |                     |                             |

### 2020-ті
| 2020                                     | «Chiquitita» | — [I] | — | — | — | — | — | — | — | — | — | — |  | Н/Д |
| «—» означає, що сингл не потрапив у чарт |              |       |   |   |   |   |   |   |   |   |   |   |  |     |

Примітки:
- A ↑  «Mama (When My Dollies Have Babies)» не потрапив у чарт Billboard Hot 100, але потрапив у чарт Bubbling Under Hot 100 Singles під номером 24.
- B ↑  «For What It's Worth» не потрапив у чарт Billboard Hot 100, але потрапив у чарт Bubbling Under Hot 100 Singles під номером 25.
- C ↑  «Am I Blue?» не потрапив у чарт Billboard Hot 100, але потрапив у чарт Bubbling Under Hot 100 Singles під номером 11.
- D ↑  The «I Got You Babe» в дуеті з Beavis and Butt-head не потрапив у чарт Billboard Hot 100, але потрапив у чарт Bubbling Under Hot 100 Singles під номером 8.
- E ↑  «Woman's World» не потрапив у чарт Billboard Hot 100, але потрапив у чарт Bubbling Under Hot 100 Singles під номером 25.
- F ↑  «Gimme! Gimme! Gimme! (A Man After Midnight)» не потрапив у чарт ARIA Singles Chart, але досяг 40 номера у чарті ARIA Digital Tracks Chart.
- G ↑  «Gimme! Gimme! Gimme! (A Man After Midnight)» не потрапив у чарт UK Singles Chart, але досяг 34 номера у чарті UK Downloads Chart.
- H ↑  «SOS» не потрапив у чарт UK Singles Chart, але досяг 78 номера у чарті UK Downloads Chart.
- I ↑  «Chiquitita» не потрапив у чарт Billboard Hot 100, але досяг 6 номера у чарті US Latin Digital Song Sales Chart.

## Промо-сингли
| Рік  | Пісня                                                 | Примітки |
| ---- | ----------------------------------------------------- | --- |
| 1964 | «Ringo, I Love You»                                   | - Перша пісня, записана Шер як сольною виконавицею. Вийшла тільки як промо-сингл (Annette Records 1000) під псевдонімом Бонні Джо Мейсон. |
| 1964 | «Dream Baby»                                          | - З її дебютного студійного альбому 1965 року «All I Really Want to Do». Пісня використовувалася як промо-сингл і вийшла під назвою «Cherilyn». |
| 1967 | «Ma Piano (Per Non Svegliarmi)»                       | - Неальбомний сингл італійською мовою. |
| 1970 | «Superstar»                                           | - Остання пісня, яку Шер записала на лейблі «Atco Records. «Superstar» була спродюсована Стеном Вінсентом. Пісня з'явилася на односторонньому промо-синглі ді-джея на білому лейблі. Останньою піснею, яку Шер записала на лейблі Atco Records, була продюсувати Стеном Вінсентом пісня „Superstar“. Пісня з'явилася на «В»-стороні промо-сингл для ді-джеїв. |
| 1970 | «(Just Enough to Keep Me) Hangin' On»                 | - Моно-версія вийшла як односторонній промо-сингл для ді-джеїв. |
| 1971 | «Don't Put It on Me»                                  | - «В»-сторона синглу «The Way of Love» 1972 року. «Do not Put It On Me» вийшов тільки для радіостанцій в Північній Америці. У Великій Британії пісня вийшла 7 квітня 1971 року також як 7-дюймовий рекламний сингл. |
| 1974 | «Carousel Man»                                        | - «Carousel Man» — американський промо-сингл зі збірки найкращих хітів лейблу «MCA» 1974 року, спочатку взятий з альбому «Half-Breed» 1973 року. Вийшов як сингл тільки для радіо-ді-джеїв у 1974 році і посів 41-е місце в чарті «Billboard Adult Contemporary». Він також потрапив в канадський чарт синглів, досягнувши 83 місця.                          |
| 1974 | «A Woman's Story»                                     | - «A Woman's Story» був промо-синглом продюсера Філа Спектора. Вийшов тільки для радіо-ді-джеїв у 1975 році як сингл і посів 88 місце в канадському чарті синглів. 1986 року вокалістом гурту «Soft Cell» Марком Олмондом була створена кавер-версія пісні.                                                                                                   |
| 1979 | «Holdin' Out for Love»                                | - Зі студійного альбому 1979 року «Prisoner». «Holdin' Out for Love» вийшла як промо-сингл в Північній Америці, Великій Британії та Японії. У Північній Америці вийшов як DJ-промо, у Великій Британії його «В»-сторона містила пісню «Outrageous»,, а японський сингл містив на «В»-стороні пісню «Boys and Girls».                                          |
| 1980 | «Bad Love»                                            | - Цей трек був записаний як саундтрек до фільму «Лиси» у 1980 році. Мега-мікс різних треків з альбому, включаючи «Bad Love», того ж року посів 30-е місце у чарті «U.S. Dance/Club Play». |
| 1982 | «Rudy»                                                | - Цей трек був записаний для альбому «I Paralyze» і вийшов як промо-сингл у 1982 році. |
| 1988 | «Bang Bang»                                           | - Рок-версія пісні 1966 року з альбому «Cher», вийшла як промо-сингл у 1988 році в Європі. |
| 1988 | «Main Man»                                            | - Спочатку планувався як п'ятий і останній сингл Шер. Пісня вийшла тільки як промо-сингл для Північної Америки і Канади. У Канаді пісня вийшла як 7-дюймовий сингл, а у Північній Америці — як однодоріжковий компакт-диск. |
| 1999 | «The Star Spangled Banner»                            | - Державний гімн Сполучених Штатів Америки виконаний під час XXXIII Суперкубка в січні 1999 року. Пісня вийшла як промо-CD з одним треком в Північній Америці. |
| 2000 | «If I Could Turn Back Time» (Almighty Definitive Mix) | - Зі студійного альбому «Heart of Stone» 1989 року. Пізніше до цієї пісні зробили ремікс для британського 12-дюймового синглу «Vinyl Promo Almighty v Cher», що вийшов на лейблах «Eternal/WEA». 12-дюймовий сингл містив два інших мікси «If I Could Turn Back Time» та мікси «Believe» і «One». Одним».                                                     |
| 2003 | «Human»                                               | - Записаний для фільму «Застряг в тобі», в якому знялася Шер. Офіційний саундтрек не вийшов, за винятком промо-диска німецькою мовою «Unzertrennlich». Промо-сингл «Human» також вийшов для ді-джеїв. |
| 2013 | «Sirens»                                              | - Зі студійного альбому «Closer to the Truth» 2013 року. Пісня вийшла у збірці «Songs for the Philippines». Промо-сингл «Sirens» вийшов з двома треками, альбомною версією і радіомонтажем. |
| 2017 | «Ooga Boo»                                            | - Пісня, представлена в епізоді анімаційного телесеріалу «Home: Adventures with Tip & Oh», в якому Шер грає рок-діву під назвою «Chercophonie». |
| 2018 | «One of Us»                                           | - Вийшов тільки як промо-сингл з альбому «Dancing Queen». |

## Інші випуски
| Рік  | Пісня                                               | Примітки |
| ---- | --------------------------------------------------- | --- |
| 1975 | «A Love Like Yours (Don't Come Knocking Every Day)» | - Дует Гаррі Нільссона і Шер зі збірки «All Meat». |
| 1978 | «Living in Sin»                                     | - Виконав Джин Сіммонс у своєму дебютному студійному альбомі, «Gene Simmons». Шер співала лише в одному куплеті бек-вокал. |
| 1990 | «Trail of Broken Hearts»                            | - З'явився у саундтреку «Days of Thunder», а потім як «В»-сторона синглу «Love and Understanding». |
| 1992 | «Just Begin Again»                                  | - Дует з гуртом «Spinal Tap», увійшов до альбому «Break Like The Wind». |
| 1994 | «It Ain't Necessarily So»                           | - З'являється в альбомі «The Glory of Gershwin» за участю Ларрі Адлера, що грає на фортепіано і губній гармошці. |
| 1996 | «A Dream Is a Wish Your Heart Makes»                | - З'являється у збірці «For Our Children Too!: To Benefit Pediatric AIDS Foundation». |
| 1999 | «Don't Come Cryin' to Me»                           | - Спочатку записувався для «Heart of Stone», але з часом вийшов на раніших виданнях збірки Шер «If I Could Turn Back Time: Cher's Greatest Hits». |
| 1999 | «Crimson and Clover»                                | - Дует Шер з її сином Елайджею Блю Оллменом, з'явився у саундтреці до фільму «Прогулянка місяцем» 1999 року. |
| 1999 | «Proud Mary» (live)                                 | - Концертна колаборація з Тіною Тернер і Елтоном Джоном на «Divas Live '99», з'явилася у альбомі, записаному на концерті. |
| 1999 | «If I Could Turn Back Time» (live)                  | - Живе виконання на «Divas Live '99», з'явилася у альбомі, записаному на концерті. |
| 1999 | «Christmas (Baby Please Come Home)»                 | - Дует з Розі О'Доннелл, увійшов до різдвяного альбому «A Rosie Christmas». |
| 1999 | «Smoke Gets in Your Eyes»                           | - Шер виконала пісню в образі Ельзи Морганталь у фільмі «Чай з Муссоліні». Саундтрек так і не вийшов. |
| 2000 | «Tell Me (You're Coming Back)»                      | - Пісня у виконанні рок-гурту «Majic Ship» з альбому «Songwaves Project», Шер виконує бек-вокал. |
| 2002 | «Believe» (live)                                    | - Живе виконання на «Divas Las Vegas», вийшло на альбомі, записаному на концерті. |
| 2002 | «(This Is) A Song for the Lonely» (live)            | - Живе виконання на «Divas Las Vegas», вийшло на альбомі, записаному на концерті. |
| 2002 | «Heartbreak Hotel» (live)                           | - Пісня з попупі Шер з композиціями Елвіса Преслі з концерту «Divas Las Vegas». Вийшло на альбомі, записаному на концерті. |
| 2011 | «More Than a Feeling»                               | - Кавер до пісні записали актори фільму «Зоонаглядач» разом з Шер, і він з'явився поверх заключних титрів. |
| 2012 | «Silver Wings»                                      | - Дует з хрещеницею Шер Джессі Джо Старк, кавер до пісні Мерла Хаггарда, що вийшов на YouTube. Це був «подарунок на день народження» батькові Старк, Річарду Старку, і «подарунок» для фанатів Шер, які чекали, на той час ще безіменний, альбом «Closer to the Truth». |
| 2013 | «I'm Just Your Yesterday»                           | - Дует з матір'ю Шер, Джорджією Холт, з'являється в альбомі Холт «Honky Tonk Woman». Фрагмент дуету показаний у телевізійному випуску під назвою «Любій мамі, любляча Шер».                                                                                             |
| 2015 |                                                     | - Шер взяла участь у сьомому студійному альбомі американського хіп-хоп гурту «Wu-Tang Clan Once Upon» — «Time in Shaolin». |
| 2017 | «Prayers for This World»                            | - Саундтрек до документального фільму «Крики з Сирії» 2017 року. Написано давнім співавтором Шер — Даян Воррен. |
| 2017 | «You Do You Boov»                                   | - Дует з акторським складом фільму «Home: Adventures with Tip & Oh», який з'являється в епізоді «Chercophonie», присвяченому Шер. |
| 2017 | «Walls»                                             | - Пісня, яку Шер записала для фонду Free the Wild. |
| 2018 | «Super Trouper»                                     | - Пісня виконувалася у мюзиклі «Mamma Mia! Here We Go Again», де її співав весь акторський склад фільму на чолі з Шер. |